# Dušan Cvetinović
Dušan Cvetinović (sinh ngày 24 tháng 12 năm 1988) là một cầu thủ bóng đá người Serbia.

## Sự nghiệp câu lạc bộ
Dušan Cvetinović đã từng chơi cho Yokohama F. Marinos.